# Brittany Murphy
Brittany Anne Murphy (Atlanta, Georgia, 10. studenog 1977. - Los Angeles, Kalifornija, 20. prosinca 2009.), bila je američka glumica i glazbenica.

## Životopis
Majka Sharon bila je irsko-istočnoeuropskog porijekla, a otac Angelo bio je Talijan. Roditelji su joj se razveli ubrzo nakon njenog rođenja. S ocem je imala malo kontakata, jer je on kasnije zbog reketarenja završio u zatvoru. Odrasla je na nekoliko mjesta diljem SAD-a.
Vrlo rano primijećen je njen glumački talent, a do 14. godine već je imala menadžera. U 15. godini, majci joj je dijagnosticiran rak dojke, ali ga je pobijedila nakon duple mastektomije. Odnedavno je bila udana za Simona Moncajacka, ali nije imala djece.
Umrla je u svojoj 32. godini od srčanog zastoja u losangeleskom Cedars-Sinai medicinskom centru.

## Filmografija
Od 1995. do dana kad je umrla ostvarila je tridesetak uloga. Partneri su joj bili Angelina Jolie, Dakota Fanning, i Eminem između ostalih.
Najpoznatija je po filmovima:"Upravo vjenčani" "Sin City", "Prekinuta mladost", "8 milja", "Djevojke iz visokog društva".